# مزارلق (جرغلان)
مزارلق (بالفارسية: مزارلق) هي قرية تقع في إيران في قسم جرغلان الريفي. يقدر عدد سكانها بـ 1,037 نسمة .